# (4985) Fitzsimmons
(4985) Fitzsimmons est un astéroïde de la ceinture principale.

## Description
(4985) Fitzsimmons est un astéroïde de la ceinture principale. Il fut découvert le 23 août 1979 à La Silla par Claes-Ingvar Lagerkvist. Il présente une orbite caractérisée par un demi-grand axe de 3,24 UA, une excentricité de 0,15 et une inclinaison de 0,8° par rapport à l'écliptique.
Il est nommé en l'honneur de l'astronome britannique Alan Fitzsimmons.

## Compléments